# Ada (programski jezik)
Ada je programski jezik visokog nivoa, zasnovan na Pascalu. Krajem sedamdesetih godina 20. stoljeća, projektirao ga je tim Ministarstva obrane SAD-a, kojeg je vodio Jean Ichbiah (CII Honeywell Bull), s ciljem da bude primarni programski jezik ovog ministarstva.
Ada je dobila ime po Adi Lovelace (1815. – 1852.), koju se često smatra prvom programerkom.
Ada je ANSI i ISO standard (Reference Manual for the Ada Programming Language, ANSI/MIL-STD-1815A-1983)
"Dijalekti" ovog jezika su Ada 83, Ada 95, Ada 2005.

## Povijest
Ada je dizajnirana kao odgovor na zahtjev da se napravi zajednički jezik višeg nivoa za sve obrambene aplikacije. U natjecanju za novi jezik pobijedio je tim Jean Ichbiaha u "Honeywell Bull"-u.
Ada prethodi otkriću objektno orijentiranog programiranja. Međutim, ona podržava mnoge strategije OO dizajna i pruža podršku za konstrukciju apstraktnih tipova podataka (objektno orijentirana Ada - "Ada 95").
Ada je utjecala na stvaranje sljedećih jezika: ALGOL 68, Pascal, C++, Smalltalk, Java, PL/SQL, VHDL.

## Svojstva jezika i sintaksa
Bitno svojstvo Ade je "multitasking" ili "multithreading". "Multitasking" omogućava multiprogramiranje jednom korisniku tako što mu omogućava istovremeno izvršavanje većeg broja programa.
Sintaksa je jednostavna, konzistentna i čitljiva. Na primjer "if x > 0 then y := 0; end if;" dakle, nepravilno bi bilo "if x > 0 then y := 0;" završetak mora biti s "end if;".

### "Hello, world!"
```
with
 
Ada.Text_IO
;
 
 

procedure
 
Hello
 
is

begin

  
Ada
.
Text_IO
.
Put_Line
(
"Hello, world!"
);

end
 
Hello
;

```